# يوجين إتش ميريل
يوجين إتش ميريل (بالإنجليزية: Eugene H. Merrill)‏ هو عالم الكتاب المقدس أمريكي، ولد في 12 سبتمبر 1934 في آنسون في الولايات المتحدة.